# Séparateur de mots
Un séparateur de mots est, en informatique et dans l'écriture, un espace sans caractère apparent ; dans l'écriture manuscrite, cet espace est de longueur variable, en général fonction des caractéristiques de l'écriture du scripteur.
L'utilisation de l'espace est attestée à partir du Xe siècle. Dans l'Antiquité, en latin et en grec, la séparation se faisait par le point médian (ou point en haut). L'utilisation du point médian, bien que fréquente dans les textes imprimés ou gravés, n'a cependant jamais été systématique, et on l'a le plus souvent cantonné aux inscriptions en capitales.

## Le séparateur en informatique
En informatique, le séparateur de mots est codé par un caractère apparaissant comme un espace entre mots. Son codage dépend du système d'exploitation ou du codage des caractères (voir ASCII, par exemple ; l'espace est codé par le code ASCII décimal 32 (ou 0x20 en hexadécimal).
La place mémoire (sur mémoire de masse ou en mémoire vive) utilisée par ce caractère blanc, généralement d'un octet, est identique à celle des caractères usuels (lettres, chiffres arabes, etc. ; voir alphanumérique).
Néanmoins, cette taille peut être réduite dans le cas de l'utilisation d'un algorithme de compression de données.
Plusieurs espaces ou tabulations permettent de créer un espace, usuellement de 4 ou 8 caractères de large, selon le type de traitement de texte ou selon le type de système d'exploitation de l'ordinateur. Ce type de séparateur de mot n'a pas de signification particulière (en dehors des langages de programmation tels que le langage Python, qui est sensible au style d'indentation du code).

## Le séparateur, dans la littérature
Il en va tout autrement dans le contexte du Nouveau Roman, où le séparateur de mots a, cette fois, des implications importantes concernant
la compréhension du texte, et même la psychologie des personnages, ou encore, bien sûr, ce que pense l'auteur lui-même, dans son écriture livrée au public. Ce séparateur de mots modifie la perception du livre écrit, et pousse le lecteur à la réflexion, parfois plus que dans un livre classique, utilisant la ponctuation standard.
Dans les livres que nous lisons, c'est le lecteur lui-même qui s'impose, naturellement et instinctivement le temps de la réflexion, l'évocation en mémoire de ce qui s'est passé, la « visualisation » en imaginaire de ce qui se passe dans le livre. Le lecteur cherche alors plus ou moins à deviner la suite de l'action du roman, par exemple, selon qu'il est plus ou moins intéressé, ou même passionné par celui-ci. Cela peut aller jusqu'à relire un chapitre, un paragraphe ou plus en arrière, pour mieux comprendre, mieux se rappeler ce qui s'est passé, ou pour mieux deviner ce qui va se passer ; on dit pour anticiper l'action future dans la partie du livre que l'on n'a pas encore lue.
Le lecteur va aussi fréquemment ou cesser de lire pour réfléchir sur ce qui se passe, ou même être tenté d'aller voir à la fin du livre ce qui s'est « réellement » passé… quitte à enlever de la « saveur » à la lecture de celui-ci.
Dans le livre suivant, par exemple, Elle lui dirait dans l'île, Françoise Xenakis a choisi délibérément de supprimer l'essentiel de la ponctuation française, pour la remplacer par un autre mode de ponctuation, très original. Dans celui-ci, plus il y a d'espaces — entre les mots ou à la fin d'une phrase —, plus, en principe du moins, l'action citée dans la phrase est grave ou nécessite plus de réflexion que dans une phrase commune, ou cette action, cette réflexion, va faire naître des sentiments ou l'envie d'une autre action ou réaction.
Une phrase commune est par exemple : « Sylvie va aller boire du thé. »
Une phrase écrite en essayant d'imiter le mode de ponctuation inventé par Françoise Xenakis serait par exemple : « La rencontre qu'il fit ce soir là le bouleversa                   à tel point qu'il décida de tout faire pour la retrouver                . »
Ce style d'écriture est emblématique du Nouveau Roman. Françoise Xenakis a écrit plusieurs livres qui modifient radicalement la perception littéraire classique du séparateur de mots.